# Langschwanzsittich
Der Langschwanzsittich (Psittacula longicauda, Synonym: Belocercus longicaudus), auch als Langschwanzedelsittich bezeichnet, ist eine Papageienart aus der Familie der Altweltpapageien (Psittaculidae). Er kommt mit fünf Unterarten in Süd- und Südostasien vor.

## Merkmale

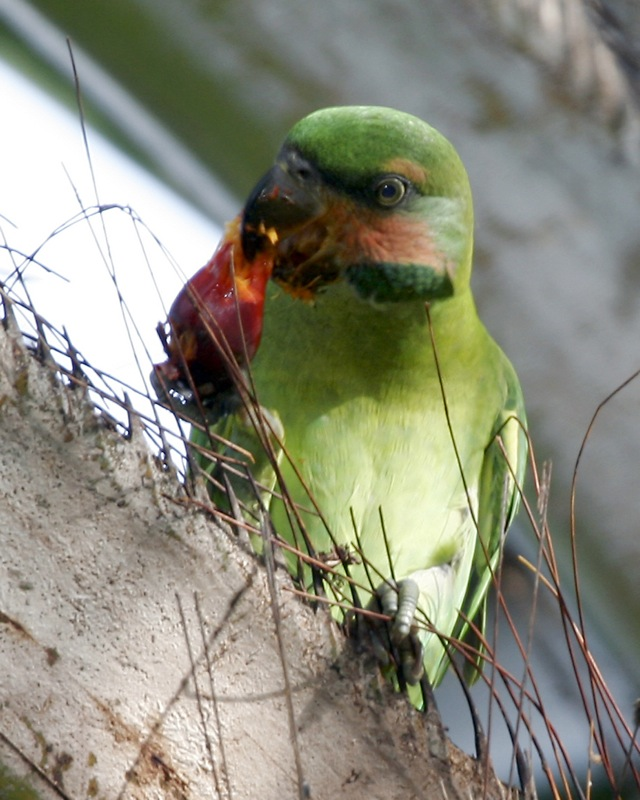
Weibchen des Langschwanzsittichs

Der Langschwanzsittich erreicht eine Körperlänge von 40 bis 48 cm und ein Gewicht von 168 bis 196 g. Der Oberschnabel ist rot, der Unterschnabel ist schwärzlich rot. Die Krone und der Bereich oberhalb der Linie von der Wachshaut bis zum Auge sind dunkelgrün. Der Bereich von Unterkiefer und Kinn bis zu den unteren Halsseiten ist schwarz.
Der übrige Kopf und der Nacken sind rosarot. Der Mantel und der Oberrücken sind hellgelblich-grün. Der Unterrücken ist hellblau. Die Oberschwanzdecken sind grün. Die Unterseite ist grünlich-gelb, auf dem Bauch etwas dunkler. Die Flügel sind grün mit stumpfem Blau auf den Handdecken und den Handschwingen. Die Schwanzmitte ist tiefblau. Die äußeren Steuerfedern sind grün. Beim Weibchen wird die rosarote Tönung am Kopf durch eine stumpf orange Färbung ersetzt. An den Ohrdecken befindet sich ein blauer Fleck. Der Schnabel ist bräunlich. Die immaturen Vögel sind hauptsächlich grün, mit einer orangeroten Tönung an den Kopfseiten. Die Unterart Psittacula longicauda defontainei hat ein tieferes Rot am Kopf und eine gelblichere Krone. Bei der Unterart Psittacula longicauda modestae erscheint die Krone bräunlich, da die stumpf roten Federn mit einer grünlichen Tönung durchsetzt sind. Beim Weibchen sind die Federn stumpfer bräunlich. Bei der Unterart Psittacula longicauda tytleri sind die Krone, der Nacken, der Mantel und der Oberrücken gelblich grün. Der Bürzel und der Unterrücken sind grün. Die Unterart Psittacula longicauda nicobarica hat eine hellgrüne Krone und einen gelblich grünen Nacken. Die letztgenannten drei Unterarten sind größer als die ersten beiden, die Unterart Psittacula longicauda nicobarica ist am größten.

## Unterarten und ihre Verbreitung
- Das Verbreitungsgebiet der Nominatform Psittacula longicauda longicauda erstreckt sich von der Malaiischen Halbinsel und Singapur über Sumatra, Nias und Bangka nach Borneo.
- Der Andamanen-Langschwanzedelsittich (Psittacula longicauda tytleri) kommt auf den Andamanen und den Kokosinseln vor.
- Der Nikobaren-Langschwanzedelsittich (Psittacula longicauda nicobarica) lebt auf den Nikobaren.
- Der Natuna-Langschwanzedelsittich (Psittacula longicauda defontainei) bewohnt die Natuna-Inseln und den Karimatainseln (vor West-Borneo), den Riau-Archipel und Belitung; möglicherweise ist diese Unterart auch auf den Anambasinseln vertreten.
- Der Rotwangen-Langschwanzedelsittich (Psittacula longicauda modesta) ist auf der Insel Enggano vor der Südwestküste Sumatras endemisch.

## Systematik
Der Langschwanzsittich wurde erstmals von dem französischen Universalgelehrten Georges-Louis Leclerc de Buffon im Jahr 1780 in seiner Schrift Histoire Naturelle des Oiseaux erwähnt. Der Vogel wurde auch auf einer handkolorierten, von François-Nicolas Martinet in den Planches Enluminées D’Histoire Naturelle gestalteten Tafel abgebildet, die unter der Aufsicht von Edme-Louis Daubenton zu Buffons Text erstellt wurde. Weder die Bildunterschrift noch Buffons Beschreibung enthielten einen wissenschaftlichen Namen, aber 1783 prägte der niederländische Naturforscher Pieter Boddaert in seinem Katalog der Planches Enluminées den Binomen Psittacus longicauda. Die Typuslokalität ist Malakka in der südlichen Region der Malaiischen Halbinsel. Der Langschwanzsittich steht gegenwärtig in der Gattung der Edelsittiche (Psittacula), die im Jahr 1800 vom französischen Naturforscher Georges Cuvier aufgestellt wurde.
Der Gattungsname ist eine Kurzform des lateinischen Wortes psittacus für „Papagei“. Das Artepitheton longicauda kombiniert das lateinische longus für „lang“ und cauda für „Schwanz“.
Die Unterarten P. l. tytleri und P. l. nicobarica unterscheiden sich morphologisch und stimmlich sowohl voneinander als auch von allen anderen Unterarten und repräsentieren möglicherweise zwei eigenständige Arten. Diese Ansicht wird durch eine neuere Studie gestützt, die nahelegt, dass die aktuelle interne Taxonomie diese Art polyphyletisch macht. James A. Eaton und seine Kollegen betrachten auch die Unterart von Enggano als eigenständige Art Psittacula modesta.
In einer Studie von 2019 berichten der deutsche Ornithologe Michael Braun und seinen Kollegen, dass die Papageiengattungen Psittinus, Tanygnathus und Mascarinus genetisch in Psittacula eingebettet sind, was bedeutet, dass Psittacula entweder die drei letztgenannten Gattungen ersetzt oder in eigene monophyletische Gattungen zerfällt. Der letztere Vorschlag wird von der BirdLife Checklist (und somit von der IUCN Red List) bevorzugt, aufbauend auf einer Studie von Braun et al. aus dem Jahr 2016, wo mehrere Gattungen neu beschrieben oder wieder eingeführt wurden, einschließlich Belocercus für P. longicauda.

## Lebensraum
Der Lebensraum des Langschwanzsittichs ist auf das Tiefland bis in Höhenlagen von 300 m beschränkt. Er bevorzugt Gebiete in Küstenregionen, darunter Mangroven, Sumpfwälder (einschließlich Torfmoorwälder), Regenwaldränder, teilweise gerodetes Land, Ölpalmenplantagen und Kokosnusshaine.

## Wanderungen
Über das gesamte Verbreitungsgebiet sind die Bestandsschwankungen nur unzureichend dokumentiert. In bestimmten Regionen können massive Ansammlungen auftreten, während die Art in anderen Gebieten für mehrere Jahre verschwinden kann. Bestimmte Aussagen, die auf Beobachtungen einer einzigen Saison oder eines einzelnen Jahres basieren, sind möglicherweise unzuverlässig. In der Region Membakut in Sabah zeigen Berichte, dass die Vögel von September bis April sich in großen Schwärmen versammeln. Diese Beobachtungen legen nahe, dass die Art nomadisch lebt und/oder in riesigen, gemeinschaftlichen Verbreitungsgebieten auf der Suche nach Nahrungsressourcen umherwandert. Während die Art früher lediglich als Durchzügler eingestuft wurde, wird sie inzwischen in Singapur als ansässig betrachtet, obwohl ein saisonales Pendeln über die Straße von Johor stattfindet.

## Lebensweise
Zu seiner spezifischen Nahrung gehören die äußeren Hüllen von Betelnüssen (Areca catechu) und Papaya (Carica papaya), reife Schraubenbaum-Früchte, Früchte der Gattung Dryobalanops, vom Indischen Rosenapfel (Dillenia indica) und vom Mangrovenbaum Sonneratia alba, Blüten von Acacia und Bäumen der Gattung Bombax, Samen von Macaranga, Ixonanthes, Vitex pybescens, Lagerstroemia sowie Dipterocarpus crinitus. Der Langschwanzsittich fällt zuweilen in die Ölpalmenplantagen ein, indem er die reifen Früchte abzupft, um an das weiche Mesokarp zu kommen.
Die Brutzeit ist im Allgemeinen zwischen Dezember und Mai in Malaysia, im Juni in Kalimantan, im Oktober auf Sumatra sowie zwischen Februar und April auf den Andamanen und Nikobaren. Das Nest befindet sich in der Regel in einer Baumhöhle, in einem Fall befand es sich neben einem Grassumpf, in einem anderen in 10 m Höhe in einem Torfmoorwald. Auf den Andamanen wird Pterocarpus marsupium als Brutbaum bevorzugt, wo sich die Nester in 4 bis 8 m Höhe befinden. Der Langschwanzsittich brütet in Kolonien, mit mehreren Paaren, die benachbarte Höhlen in 6 bis 20 m Höhe in einem bestimmten Baum oder einer Baumgruppe nutzen. Das Gelege besteht in Gefangenschaft aus zwei bis drei Eiern. Die Brutzeit beträgt 24 Tage.

## Lautäußerungen
Während des Fluges geben die Sittiche ein kurzes nasales „kyeh“ von sich, das in Intervallen wiederholt wird, Gruppen im Flug können jedoch laut und unisono rufen. Im Ansitz ist das Repertoire vielfältiger, umfasst aber überwiegend nasale Kreischlaute und Krächzlaute. Die Stimme der Unterart P. l. nicobarica soll rauer sein.

## Status
Der Langschwanzsittich wird in der IUCN Red List in der Kategorie „gefährdet“ (vulnerable) gelistet. Bis 2018 stand er auf der Vorwarnliste (near threatened). Zudem wird er in Anhang II des Washingtoner Artenschutzübereinkommens aufgeführt. Der Langschwanzsittich war in der Vergangenheit in Süd-Kalimantan weit verbreitet und kam örtlich auch häufig auf Sumatra vor, wo er einst in großer Anzahl existierte. Der Rückgang seiner Population ist mit dem Verlust von Brutstätten im Primärwald assoziiert. Ferner ist er örtlich häufig auf der malaysischen Halbinsel anzutreffen, wobei seine Überlebensstrategien mit der Fähigkeit zusammenhängen, außerhalb des Regenwaldes Nahrung zu suchen und in sozialen Gemeinschaften zu nisten.
In einigen Regionen wie den Andamanen und Nikobaren sowie in Brunei kommt er in sehr großer Zahl vor. Der internationale Handel war von 1981 bis 1985 relativ gering, jedoch wurden im Zeitraum 1986 bis 1990 jährlich durchschnittlich 2143 Vögel exportiert, hauptsächlich aus Malaysia.  Auf der Grundlage von Messungen der weltweiten Veränderung der Waldbedeckung von 2000 bis 2012 wird geschätzt, dass der Langschwanzsittich innerhalb von drei Generationen (24,6 Jahre) fast ein Drittel (32,4 %) seines Lebensraums innerhalb seines Verbreitungsgebiets verloren hat.